# Greatest & Latest
Greatest & Latest – album Dee Dee Ramone'a wydany w 2000 roku przez wytwórnię Eagle Records.

## Lista utworów
1. "Blitzkrieg Bop" (Ramones) – 2:04
2. "Timebomb" (Ramones) – 1:56
3. "Sheena Is a Punk Rocker" (Ramones) – 2:39
4. "Shaking All Over" (Johnny Kidd) – 2:21
5. "I Wanna Be Sedated" (Ramones) – 2:27
6. "Cretin Hop" (Ramones) – 1:59
7. "Teenage Lobotomy" (Ramones) – 1:56
8. "Gimme Gimme Shock Treatment" (Ramones) – 1:35
9. "Motorbikin'" (Chris Spedding) – 2:49
10. "Come on Now" (Ramones) – 2:47
11. "Cathy's Clown" (Don Everly) – 2:59
12. "Pinhead" (Ramones) – 2:55
13. "Rockaway Beach" (Ramones) – 2:10
14. "Fix Yourself Up" (Dee Dee Ramone) – 2:41
15. "Sidewalk Surfin'" (Roger Christian/Brian Wilson) – 2:51
16. "Beat on the Brat" (Ramones) – 2:12

Bonus w japońskiej wersji (EMI Japan):
1. "Sidewalk Surfin'" (Instrumental Edit) (Roger Christian/Brian Wilson) – 2:11

## Skład
- Dee Dee Ramone – wokal, gitara
- Barbara Ramone – wokal, gitara basowa
- Chris Spedding – gitara
- Chase Manhatten – perkusja